# Бунд
 Тази статия е за еврейската социалистическа партия.  За надигането срещу властта вижте бунт.  
Общият еврейски работнически съюз в Литва, Полша и Русия (на идиш: אַלגעמײַנער ײדישער אַרבעטער בּונד אין ליטע פוילין און רוסלאַנד), наричан за краткост Бунд („Съюз“) е лява еврейска социалистическа партия в Руската империя.
Основана през 1897 година, партията се противопоставя на ционизма.
Участва активно в Революцията от 1905 година. От 1912 година е колективен член на партията на меншевиките.
По време на Гражданската война в Русия партията се разцепва, като част от нея преминава на страната на болшевиките, а другото крило е ликвидирано от тях.